# Djibril Ouattara
Cheick Djibril Ouattara né le 19 septembre 1999 à Bobo-Dioulasso est un footballeur international burkinabé qui joue au poste d'avant-centre.

## Carrière

### En club
En juillet 2024, Ouattara signe un contrat de trois saisons, avec la JS Kabylie. En janvier 2025, il est libéré, par la JSK.

### En sélections
Ouattara remporte avec le Burkina Faso -20 ans la médaille d'or, aux Jeux africains de 2019.  
Il figure sur la liste des joueurs convoqués pour participer à la Coupe d'Afrique des nations 2021.  
Il est retenu dans la liste des vingt-sept joueurs burkinabés sélectionnés, par Hubert Velud, pour disputer la Coupe d'Afrique des nations 2023.

## Palmarès

### En clubs
- Champion du Burkina Faso 2017-2018 avec l'ASF Bobo-Dioulasso
- Finaliste de la Coupe du Burkina Faso 2018 avec l'ASF Bobo-Dioulasso
- Finaliste de la Supercoupe du Burkina Faso 2018 avec l'ASF Bobo-Dioulasso
- Vainqueur de la Coupe du Maroc 2020-2021 avec la RS Berkane
- Vainqueur de la Coupe du Maroc 2021-2022 avec la RS Berkane
- Vainqueur de la Coupe de la confédération 2019-2020 avec la RS Berkane
- Vainqueur de la Supercoupe de la CAF 2022 avec la RS Berkane
- Finaliste de la Coupe de la confédération 2018-2019 avec la RS Berkane
- Finaliste de la Coupe de la confédération 2023-2024 avec la RS Berkane
- Finaliste de la Supercoupe de la CAF 2021 (mai) avec la RS Berkane

### En sélection
- Médaillé d'or aux Jeux africains de 2019 avec le Burkina Faso -20 ans

### Distinctions individuelles
- Meilleur buteur du Championnat du Burkina Faso 2017-2018 avec l'ASF Bobo-Dioulasso (15 buts)
- Meilleur buteur des Jeux africains de 2019 avec le Burkina Faso -20 ans (4 buts)